# Fritz-Reuter-Straße 26 (München)

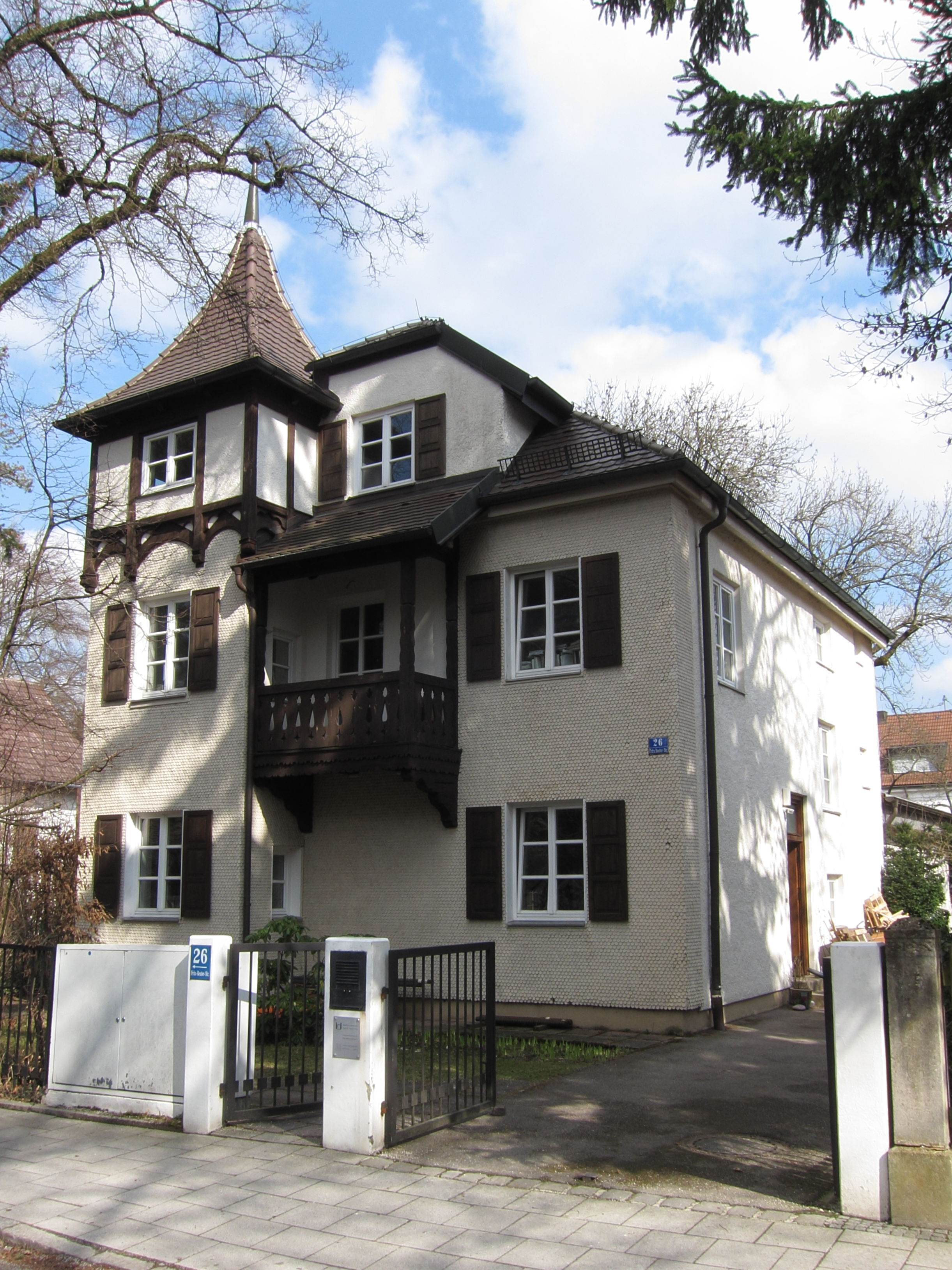
Villa Fritz-Reuter-Straße 26 im Stadtteil Obermenzing von München

Das Gebäude Fritz-Reuter-Straße 26 im Stadtteil Obermenzing der bayerischen Landeshauptstadt München wurde 1894 errichtet. Die kleine Villa in der Fritz-Reuter-Straße, die zur Frühbebauung der Villenkolonie Pasing I gehört, ist ein geschütztes Baudenkmal.
Der zweigeschossige Krüppelwalmdachbau, mit seitlichem Eckturm und Spitzhelm, Holzbalkon und Zierfachwerk wurde nach Plänen des Architekturbüros August Exter im Heimatstil errichtet. 
Das Haus erhielt 1966 eine eingeschossige Erweiterung an der Rückseite.